# Anna Nalick
Anna Christine Nalick (Glendora, 30 de março de 1984), é uma cantora e compositora americana. No seu álbum de estreia Wreck of the Day consta o seu primeiro single, "Breathe (2 AM)", lançado em 19 de abril de 2005.
Anna Nalick quebrou primeiramente na cena da música em abril de 2005 com o lançamento de seu primeiro álbum Wreck of the Day. Com letras sinceras e melodias assombrando, Wreck of the Day apresentou Anna como compositora apaixonada e honesta. O álbum entrou na Billboard 200 na 20º posição e desde então tem sido certificado como ouro pela RIAA, e vendeu mais de 750 mil cópias.

## Discografia

### Álbuns
| Ano  | Álbum                     | Posição | Posição | RIAA |
| Ano  | Álbum                     | US      | NZ      | RIAA |
| ---- | ------------------------- | ------- | ------- | ---- |
| 2005 | Wreck of the Day          | 20      | 14      | Gold |
| 2011 | Broken Doll & Odds & Ends | —       | —       |      |

### Singles
| Ano  | Single             | Posição    | Posição    | Posição  | Posição         | Posição | Posição  | Álbum            |
| Ano  | Single             | US Hot 100 | US Pop 100 | US Adult | US Top 40 Main. | US AC   | US Sales | Álbum            |
| ---- | ------------------ | ---------- | ---------- | -------- | --------------- | ------- | -------- | ---------------- |
| 2005 | "Breathe (2 AM)"   | 45         | 31         | 6        | 22              | 4       | —        | Wreck of the Day |
| 2005 | "In The Rough"     | —          | —          | 15       | —               | —       | —        | Wreck of the Day |
| 2006 | "Wreck of the Day" | —          | —          | 39       | —               | —       | —        | Wreck of the Day |
| 2008 | "Shine"            | —          | —          | 30       | —               | —       | 1        | Shine (EP)       |